# Vuelo 322 de Aerolíneas Argentinas
El Accidente aéreo de Campinas en 1961 fue un desastre aeronáutico ocurrido con el Vuelo 322 de Aerolíneas Argentinas que causó la muerte de 52 personas en el municipio de Campinas, en el Brasil.
En la madrugada del 23 de noviembre de 1961, un reactor Comet 4 de prefijo LV-AHR de las Aerolíneas Argentinas cayó después de despegar de Viracopos, provocando la muerte de las 52 personas que estaban a bordo.

## El accidente
La aeronave que inició su viaje en Buenos Aires, hizo una breve escala en Campinas, de donde seguiría para Trinidad. Aún era madrugada cuando la aeronave accionó sus motores para partir rumbo a su destino. 
Aparentemente, el copiloto, sin experiencia, estaba en el mando de la aeronave, mientras que era instruido por el piloto, para obtener experiencia en el mando de ese reactor. No obstante, debido a la inexperiencia, el copiloto tuvo problemas durante el procedimiento de despegue y la aeronave quedó fuera de control. Fue entonces perdiendo altitud hasta llegar a un eucaliptal situado a 500 metros de la cabecera de la pista en la zona rural del municipio de Campinas.
Con el impacto, el avión abrió un claro de 400 metros de extensión entre los árboles y se fue despedazando hasta impactar contra una pequeña colina, donde acabó por explotar.
En la época, en la zona de impacto no había ninguna vivienda.

## Investigación y Conclusión
El accidente fue investigado por el gobierno de Brasil con la participación del gobierno de Argentina, el estado de registro de la aeronave accidentada.
Las condiciones climáticas en el momento del accidente eran "noche oscura debido a 7/8 de estratocúmulos (rotos) a 400 metros (1300 pies) y a 8/8 de cobertura (nublado) por altoestratos a 2100 metros (6900 pies)". Según el Ministerio del Aire de Brasil, las condiciones climáticas no contribuyeron al accidente.
La investigación reveló que el primer oficial estaba sentado en el asiento izquierdo de la cabina de vuelo , lo que los investigadores vieron como una indicación de que estaba recibiendo instrucciones de vuelo del capitán durante el vuelo del accidente. 
El Ministerio del Aire de Brasil determinó la siguiente Causa Probable:
Se supuso que el copiloto estaba en instrucción de vuelo. Si tal fuera el caso, es posible que el instructor, que era el piloto al mando, no haya informado o supervisado adecuadamente al copiloto.
El gobierno argentino emitió el siguiente comunicado: 
"Argentina ha determinado, a la luz de la información recabada, que la causa del accidente fue: "No operar bajo IFR durante un despegue nocturno en condiciones meteorológicas que requerían operación IFR y no seguir el procedimiento de ascenso para este tipo de aeronaves ; una causa que contribuyó fue la falta de vigilancia por parte del piloto al mando durante las operaciones".